# برندالیسم
برندالیسم (به انگلیسی: Brandalism) یک جنبش اجتماعی ضدتبلیغاتی است که در ژوئیهٔ ۲۰۱۲ در لندن تأسیس شد. بیست و شش هنرمند بریتانیایی کمپین «سابورتایزینگ» (به انگلیسی: subvertising) را اجرا کردند و به واسطهٔ آن، بیلبوردهای تبلیغاتی در پنج شهر انگلیسی را با آثار هنری پوشاندند. در مهٔ ۲۰۱۴، ۴۰ فعال برندالیسم ۳۶۵ جایگاه تبلیغ محیطی در ۱۰ شهر بریتانیایی، در ایستگاه‌های اتوبوس و جاهای دیگر، را با هنر تک رنگی جایگزین کردند. پوسترها با هدف تحریک احساسات ضدتبلیغاتی نصب شدند.